# ودیگ
ودیگ (به سوئدی: Veddige) یک سکونتگاه مسکونی در سوئد است که در وربرگ مونیکیپلیتی واقع شده‌است.

## خصوصیات
ودیگ ۱٫۷۷ کیلومترمربع مساحت و ۲٬۰۴۵ نفر جمعیت دارد.